# Johannes Schué

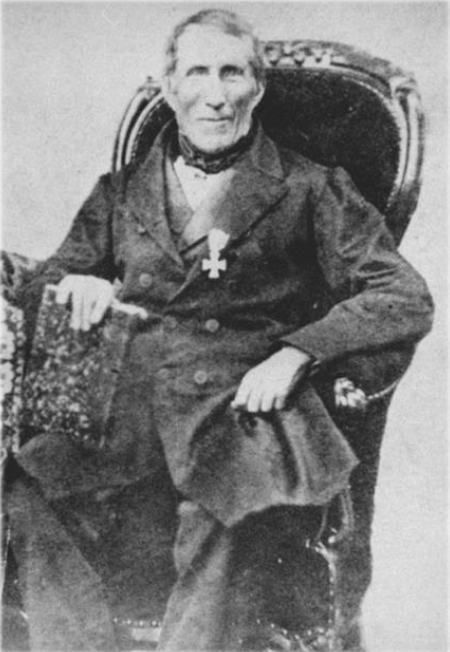
Johannes Schué mit einem Buch als Gelehrtenattribut und dem ihm 1863 verliehenen Roten Adlerorden

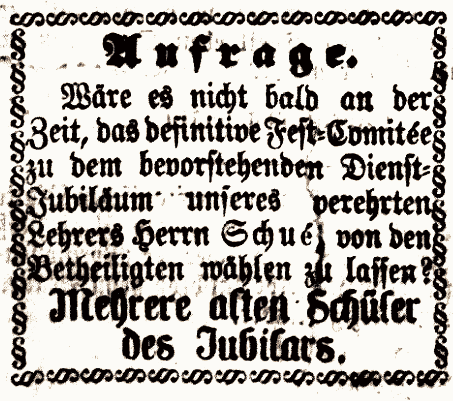
Aufruf zur Bildung eines Festkomitees für die Feier des Dienstjubiläums von Johannes Schué in der Nahe-Blies-Zeitung vom 25. April 1863

Johannes Schué, gesprochen Schuh (* 9. Dezember 1792 in Neumagen; † 22. Januar 1867 in Urexweiler), war ein katholischer Theologe, Philologe und Schulleiter. Er gehörte im Vormärz neben dem Advokaten Nikolaus Hallauer und dem Pfarrer Karl Juch zu den führenden Köpfen des St. Wendeler Aufruhrs von 1831/32 im sachsen-coburgischen Fürstentum Lichtenberg.

## Leben und Wirken
Johannes Schué war ein Sohn von Adolph Schue, einem Weingärtner aus Neumagen, und von dessen Ehefrau Anna Maria geb. Jüngling. Er studierte Theologie und Philologie in Trier, wo er 1811/12 kommissarischer und 1813 provisorisch angestellter Repetitor an der École ecclésiatique wurde; in Paris erwarb er schließlich die Licence ès lettres. Offenbar unter dem Eindruck der Befreiungskriege verließ er die genannte Trierer Domschule jedoch und leistete von 1815 bis 1817 freiwilligen Militärdienst, zuletzt im Range eines Feldwebels beim 8. Rheinischen Landwehr-Regiment. Am 19. Februar 1817 heiratete er in Trier die aus Luxemburg stammende Catharina Stockert. Wenige Monate später bewarb er sich erfolgreich auf die vakante Stelle des Volksschullehrers in St. Wendel. Hier führte er nebenbei eine private höhere Schule und wurde 1824 dann erster Rektor einer von Herzog Ernst I. von Sachsen-Coburg und Gotha gegründeten höheren Schule (Lyzeum). Diesem Vorläufer des heutigen Gymnasium Wendalinum stand er bis zu deren Umwandlung in ein dreiklassiges Progymnasium im Jahre 1854 vor. An der nunmehr aufgewerteten Lehranstalt unter einem neuen Rektor arbeitete der bisherige „Stadtschul-Rektor“ Schué noch bis zu seinem Eintritt in den Ruhestand 1863 als zweiter ordentlicher Lehrer. Daneben machte er sich als Erforscher der Vor- und Frühgeschichte im St. Wendeler Raum einen Namen.
Zahlreiche Schüler Schués zeigten eine große Verbundenheit mit ihrem alten Lehrer. So wurde am 3. September 1856 ein „Ehren- und Dankfest“ von Ehemaligen ausgerichtet, in dessen Rahmen ihm ein eigens angefertigter silberner Ehrenpokal „in ächt germanischem Style“ überreicht wurde.
Einer von Schués Zöglingen war der als Redner beim Hambacher Fest aufgetretene und deswegen später außer Landes geflohene Advokat Nikolaus Hallauer, der bei Schués 50-jährigem Dienstjubiläum am 5. Mai 1863 als einer der ältesten ehemaligen Schüler vor 140–150 Teilnehmern in Gegenwart des konservativen preußischen Landrats Rumschöttel tiefgefühlte Worte des Dankes […] zu seinem ersten Lehrer auf dem Gebiete der Wissenschaften sprach.
Gemeinsam mit seinem Sohn, Pastor Victor Schué (* 1832), in dessen Pfarrhaus in Urexweiler er seinen Lebensabend verbrachte, nahm der Gymnasiallehrer a. D. an der 1865 in Trier abgehaltenen Generalversammlung der Katholischen Vereine teil, deren Wurzeln auch in der Begeisterung für die Deutsche Revolution 1848/1849 und der Positionierung gegen die antikatholischen Maßnahmen der preußischen Regierung im Rheinland zu finden sind.
Gewissermaßen mit dem Eintritt in den Ruhestand am 5. Oktober 1863 ließ Schué sich bei der Wahl vom 28. Oktober 1863 zum Preußischen Abgeordnetenhaus für den Wahlbezirk Saarbrücken-Ottweiler-St. Wendel neben den preußischen Landräten Franz von Gaertner (Saarbrücken) und Eugen von Schlechtendal (Ottweiler) als Gegenkandidat zu den (letztlich wiederum erfolgreichen) Rudolf Virchow, Franz Duncker und Leopold Sello aufstellen. Letztere waren von der regierungskritischen Deutschen Fortschrittspartei nominiert worden, welche u. a. nachdrücklich für die Trennung von Staat und Kirche eintrat, wohingegen Schué sich auf die Seite der „treuen Anhänger des Königs [d. i. Wilhelm I.] und seiner Regierung“ stellte und – wie auch seinen beiden Mitstreiter – deutlich unterlag.

## Schriften
- Augusti ac Serenissimi Principis Ernesti Ducis Coburgico-Gothanorum Natalitia Die 2 Januarii, Hora X. Celebranda. Zweibrücken 1827 (online bei Google Books).
- Die höhere Stadt-Schule in St. Wendel. In: Wochenblatt für die Kreise St. Wendel und Ottweiler. Jg. 1. Nr. 1 vom 15. Juni 1836, S. 6 (online bei Zeitungsportal NRW).

## Ehrungen
1863: Roter Adlerorden (Preußischer Verdienstorden) 4. Klasse
- Die höhere Stadt-Schule in St. Wendel. In: Wochenblatt für die Kreise St. Wendel und Ottweiler. Jg. 1. Nr. 1 vom 15. Juni 1836, S. 6 (online bei Zeitungsportal NRW).